# Canavanina

Estructura química de l'arginina en comparació amb canavanina

La canavanina L-(+)-(S)- és un aminoàcid que no és una proteïna que es troba en certes espècies de plantes de la família lleguminosa. La seva estructura està emparentada amb la de l'aminoàcid arginina L- que tampoc és una proteïna. La canavanina s'acumula principalment a les llavors i és a la vegada una defensa contra els herbívors i una font vital de nitrogen per l'embrió en creixement. La canavanina és perjudicial per als organismes que se la mengen però alguns animals s'hi han fet tolerants. Les llavors de la planta Dioclea megacarpa contenen gran quantitat de canavanina. L'escarabat Caryedes brasiliensis la tolera i a més la fa servir de font de nitrogen.